# San Diego County
San Diego County is een van de 58 county's in de Amerikaanse deelstaat Californië. San Diego County ligt in de zuidwestelijke hoek van Californië aan de Stille Oceaan. De grootste stad en hoofdplaats is San Diego. In 2010 woonden er meer dan 3 miljoen mensen in San Diego County, waarmee het de tweede county van Californië is, na Los Angeles County.

## Geschiedenis
Het was een van de eerste county's en werd gevormd in 1850. Delen van de county werden aan Riverside County gegeven in 1893 en aan Imperial County in 1907.

## Geografie
De county heeft een totale oppervlakte van 11.721 km² (4526 mijl²) waarvan 10.878 km² (4200 mijl²) land is en 843 km² (326 mijl²) of 7.20% water is.

### Aangrenzende county's
- Imperial County - oosten
- Orange County - noordwest
- Riverside County - noorden

### Steden en dorpen
- Carlsbad
- Chula Vista
- Coronado
- Del Mar
- El Cajon
- Encinitas
- Escondido
- Imperial Beach
- La Mesa
- Lemon Grove
- National City
- Poway
- Oceanside
- San Diego
- San Marcos
- Santee
- Solana Beach
- Spring Valley
- Vista

San Diego County heeft ook nog veel niet opgenomen gemeenschappen.